# روب كانتور
روب كانتور (بالإنجليزية: Rob Cantor)‏ هو مغن مؤلف وكاتب أغاني أمريكي، ولد في 26 أغسطس 1983 في بلومفيلد هيلز في الولايات المتحدة.

## وصلات خارجية
- روب كانتور على موقع IMDb (الإنجليزية)
- روب كانتور على موقع ميوزك برينز (الإنجليزية)
- روب كانتور على موقع ديسكوغز (الإنجليزية)